# Fuminana setigera
Fuminana setigera är en insektsart som beskrevs av Delong och Freytag 1969. Fuminana setigera ingår i släktet Fuminana och familjen dvärgstritar. Inga underarter finns listade i Catalogue of Life.